# آرنهم
آرنم (به هلندی: Èrnem) مرکز استان خلدرلاند یکی از شهرها و بخش‌های شهری کشور هلند است که نزدیک به رود ندرراین واقع شده‌است. در سال ۲۰۱۱ شمار ساکنین آن برابر ۱۴۸٬۳۲۰ بوده‌است. منطقه شهری آرنهم-نَیمِخِن که بخش شهری آرنهم بخشی از آن است ۷۲،۶۳۰ نفر جمعیت دارد.

## پیونده به بیرون
- Arnhem Nijmegen Cool Region City Region Arnhem Nijmegen (English version)
- Pictures of Arnhem
- Webcam
- Arnhem in Site Virtual City Tour (English version).
- Webcam Willemsplein